# Chéberghân
Chéberghân (شبرغان) est la capitale de la province de Djôzdjân dans le nord de l'Afghanistan.
La ville est sous le contrôle des talibans depuis le 7 août 2021, à la suite de leur offensive.